# 中国人民解放军“1984式”军车号牌
中国人民解放军“1984式”军车号牌，简称84式”军车号牌，为中国人民解放军于1984年8月至1992年12月使用的军用车辆号牌系统，为解放军的第三代军车号牌。自1984年8月开始，中国人民解放军全军统一更换“1984式”新军车号牌，原“1953式”军车号牌即行废止。

## 样式
「1984式」号牌分为正式号牌、挂车号牌、试车号牌和临时号牌四种，由字头、字头号、间隔符和序号組成，牌面为白底，字头为红色，其余为黑色，正式号牌组成样式：
- 字头：使用军区所在地或军中（海军、空军）汉语拼音首字母或军事单位代号
- 字头号：为2位阿拉伯数字
- 间隔符：为一长方形符号
- 序号：为4位阿拉伯数字